# Karl August Espe
Karl August Espe (* 5. Mai 1804 in Kühren bei Wurzen; † 24. November 1850 in Stötteritz bei Leipzig) war ein deutscher Theologe, Pädagoge und Autor.

## Leben
Der Sohn des gleichnamigen Chaussegeld-Einnehmers Karl August Espe besuchte ab 1816 die Kreuzschule in Dresden und studierte anschließend Theologie an der Leipziger Universität, wo er auch promoviert wurde. 1827 ging er als Lehrer an die Friedrich-August-Schule in  Dresden. Nach vier Jahren kam er nach Leipzig zurück und verbrachte ein Jahr als Privatgelehrter.
1832 begann er eine lange und intensive Zusammenarbeit mit dem Brockhaus-Verlag. Er redigierte die von 1833 bis 1837 in zwölf Bänden erschienene achte Auflage der Allgemeinen deutschen Real-Encyklopädie für die gebildeten Stände. Ab 1843 folgte die neunte Auflage in fünfzehn Bänden. Dazwischen lag das Conversations-Lexikon der Gegenwart in vier Bänden.
Von 1838 bis 1848 war Espe Geschäftsführer der Deutschen Gesellschaft zur Erforschung Vaterländischer Sprache und Altertümer in Leipzig, die 1827 aus der Deutschen Gesellschaft hervorgegangen war und deren Jahresberichte er herausgab. Ab 1837 erschien das Leipziger Kreisblatt, das er für drei Jahre redigierte.
Anlässlich der vierhundertsten Wiederkehr des Erscheinens der letzten von Martin Luther (1483–1546) selbst besorgten Ausgabe der Heiligen Schrift von 1545 gaben Leipziger Verleger und Drucker die sogenannte Leipziger Jubelausgabe des Neuen Testaments heraus, die Espe zusammen mit dem Bibliothekar Ernst Gotthelf Gersdorf (1804–1874) redigierte.
Im Frühjahr 1848 erlitt Espe einen Schlaganfall, dessen Folgen einen Aufenthalt in der damaligen „Irren-Heil- und Pflege-Anstalt Thonberg“ (heute Stötteritz) des Arztes und Psychiaters Eduard Wilhelm Güntz (1800–1880) notwendig machten, wo er 1850 verstarb.

## Schriften
- Ueber die Feste Grona in der slavischen Zupanie Hlomazi. Leipzig 1834 (Digitalisat)
- Trauerschrift auf Christian Ludwig Stieglitz, Probst des Collegiatsstifts zu Wurzen, gestorben am 17. Juli 1836
- Zur Geschichte des Conversations-Lexikon. In: Allgemeine deutsche Real-Encyklopädie für die gebildeten Stände, Band 15, 1848, S. V–XX.